# Souviens-toi… l'été dernier 2
Pour les articles homonymes, voir Souviens-toi (homonymie).
Série Souviens-toi… l'été dernier
Souviens-toi… l'été dernier
(1997) Souviens-toi… l'été dernier 3
(2006)
Pour plus de détails, voir Fiche technique et Distribution.
Souviens-toi… l'été dernier 2 ou L'Autre Pacte du silence au Québec (I Still Know What You Did Last Summer) est un film d'horreur américano-mexicain réalisé par Danny Cannon et sorti en 1998.
Deuxième volet de la franchise slasher Souviens-toi… l'été dernier, il fait suite film du même nom de Jim Gillespie sorti en 1997. Il sera suivi d'un Souviens-toi… l'été dernier 3, sans aucun lien avec les précédents et sorti direct-to-video en 2006. Le quatrième Souviens-toi… l'été dernier, prévu pour 2025, fait suite aux deux premiers films.

## Synopsis
Dans une église, Julie James se confesse. Le prêtre est en fait le tueur auquel elle a échappé un an plus tôt. Le tueur l'attaque mais cette scène n'était qu'un cauchemar et Julie se réveille en hurlant en plein cours.
Un an après les meurtres de ses meilleurs amis à Southport, Julie étudie désormais à Boston. Très marquée, elle souffre de trouble de stress post-traumatique et a toujours peur du retour du « tueur au crochet ». En répondant à une question d'un jeu radiophonique, sa colocataire Karla Wilson (Brandy Norwood) gagne alors un week-end aux Bahamas pour quatre personnes. Karla invite donc son petit copain Tyrell (Mekhi Phifer), Julie et Will (Matthew Settle) un garçon amoureux de Julie. Elle aurait voulu inviter son petit ami Ray Bronson, lui aussi rescapé des attaques de l'été précédent, mais il n'est pas disponible.
Plus tard, Ray décide de rendre une visite surprise à Julie à Boston. Il fait la route avec son ami Dave (John Hawkes). Ils aperçoivent un corps sur la route mais ce n'est qu'un mannequin. Un pêcheur armé d'un crochet — apparemment le même qu'il y a un an — surgit et tue Dave. Ray, pour sa part, parvient à lui échapper mais finit à l'hôpital. Aux Bahamas, après avoir été emmenés en bateau par Paulsen (Red West), Julie, Karla, Tyrell et Will arrivent à l'hôtel après avoir fait la connaissance du docker Darick (Benjamin Brown), du porteur de bagages Estes (Bill Cobbs), de Titus (Jack Black) et de la barmaid Nancy (Jennifer Esposito). Le patron de l'hôtel, Mr. Brooks (Jeffrey Combs) accueille les quatre amis et les informe que c'est le dernier jour de la saison d'été, raison pour laquelle l'hôtel est vide à part eux et le personnel. À l'hôpital, Ray qui a survécu à ses blessures, s'enfuit car il sait que le tueur au crochet va à nouveau tenter de s'en prendre à Julie.
Ce soir-là, au bar de l’hôtel, Julie chante au karaoké lorsque les mots « Je sais encore ce que tu as fait l’été dernier » défilent à l’écran. Terrifiée, elle retourne en courant dans sa chambre. Will avoue qu’il aime Julie. Darick, est en train d’amarrer un bateau lorsqu’il est ensuite assassiné par Ben. Ensuite, Olga la femme de ménage (Ellerine Harding), trouve des draps ensanglantés. Ben la tranche ensuite, l’entraînant dans une pièce. Les autres entrent dans un bain à remous tandis que Julie, dans sa chambre, ne trouve pas sa brosse à dents. Elle fouille sa chambre avant de trouver Darick mort dans le placard. Horrifiée, elle les informe, mais le corps de Darick a disparu; Mr. Brooks, refuse de croire à son histoire et leur dit qu’ils ne peuvent pas quitter l’île en raison d’une tempête imminente. Le même soir au bord de la piscine, Titus est assassiné avec une cisaille a haie.
Le lendemain, le groupe trouve les cadavres d'Olga, Titus et Mr. Brooks puis la radio bidirectionnelle détruite. Isolé, le groupe se rend dans la chambre d’Estes, et découvre qu’il a utilisé le vaudou contre eux. Estes apparaît, expliquant qu’il essayait de les protéger après s’être rendu compte que leur réponse à la question de la station de radio était fausse. Il leur dit que Ben et sa femme, Sarah, ont eu deux enfants : un fils et une fille. Ben a assassiné Sarah lorsqu’il a découvert une liaison. Estes disparaît et Will se porte volontaire pour le retrouver, tandis que Ray prend un bateau pour l’île. Julie, Karla et Tyrell retournent à l’hôtel et trouvent Nancy, cachée dans la cuisine.
Ben surgit dans la cuisine et tue Tyrell. Les filles se retirent dans le grenier, où Karla est attaquée par Ben. Julie et Nancy sauvent Karla et courent à la cave des tempêtes, où elles trouvent les victimes de Ben. Will fait irruption et ramène les filles à l’hôtel, déclarant qu’il a vu Ben sur la plage. À l’hôtel, Will leur dit qu’Estes l’a attaqué et qu’il saigne de l’estomac. Nancy et Karla partent à la recherche d’une trousse de premiers soins, mais trouvent Estes empalé avec un harpon qui tombe sur Nancy. Ben apparaît, tue Nancy et attaque Karla. Alors que Julie s’occupe de Will, il révèle que ce n’est pas son sang et demande à Julie quelle est sa station de radio préférée, révélant qu’il était l’animateur de radio et qu’il avait tué Estes.
Will traîne Julie dans un cimetière, et il révèle qu’il est le fils de Ben. Ben enlève son chapeau et attaque Julie avant que Ray n’arrive et ne s’engage dans une bagarre avec Will. Lorsque Ben essaie de poignarder Ray, il tue accidentellement Will à la place. Alors que Ben est désemparé d’avoir tué son fils, Julie l’abat. De retour à l’hôtel, Karla est retrouvée vivante et elles sont secourues par les garde-côtes.
Quelque temps plus tard, Ray et Julie se marient et achètent une maison. Ray se brosse les dents et la porte de la salle de bain est verrouillée pendant qu’il est occupé. Julie s’assied sur le lit et se regarde dans le miroir, voyant Ben en dessous. Elle crie alors que Ben la tire sous le lit.

## Fiche technique
Sauf indication contraire, les informations mentionnées dans cette section peuvent être confirmées par la base de données cinématographiques IMDb,  présente dans la section « Liens externes ».
- Titre original : I Still Know What You Did Last Summer[1]
- Titre français : Souviens-toi… l'été dernier 2
- Titre québécois : L'Autre Pacte du silence
- Réalisation : Danny Cannon
- Scénario : Trey Callaway, avec la participation non créditée de Stephen Gaghan[2], d'après l’œuvre de Lois Duncan
- Musique : John Frizzell
- Montage : Peck Prior
- Producteurs : William S. Beasley, Stokely Chaffin, Erik Feig et Neal H. Moritz
- Sociétés de production : Columbia Pictures, Mandalay Entertainment, Neal H. Moritz Production et Summer Knowledge LLC
- Distribution :
- Pays de production :  États-Unis et  Mexique
- Langue originale : anglais
- Format : Couleur (Deluxe) - 2.35:1 - 35 mm - son : Dolby SR - SDDS
- Genres : horreur (slasher), thriller
- Durée : 100 minutes
- Dates de sortie[3] :
  - États-Unis : 13 novembre 1998
  - Canada : 20 novembre 1998
  - France, Belgique : 13 janvier 1999
- Classification[4] :
  - États-Unis : R
  - France : interdit aux moins de 12 ans

## Distribution
- Jennifer Love Hewitt (VF : Sophie Arthuys ; VQ : Camille Cyr-Desmarais) : Julie James (en)
- Freddie Prinze Jr. (VF : Pierre Tessier ; VQ : Jacques Lussier) : Ray Bronson
- Brandy Norwood (VF : Annie Milon ; VQ : Anne Dorval) : Karla Wilson
- Mekhi Phifer (VF : Sidney Kotto ; VQ : François L'Écuyer) : Tyrell Martin
- Muse Watson (VF : Georges Poujouly ; VQ : Jean-Marie Moncelet) : Ben Willis / le Pêcheur
- Matthew Settle (VF : Mathias Kozlowski ; VQ : Daniel Picard) : Will Benson / William Willis
- Jennifer Esposito (VF : Brigitte Virtudes ; VQ : Élise Bertrand) : Nancy
- Bill Cobbs (VF : Pierre Saintons ; VQ : Victor Désy) : Estes
- Jack Black (VF : Thierry Wermuth ; VQ : Daniel Lesourd) : Titus
- Jeffrey Combs (VF : Philippe Catoire ; VQ : Luis de Cespedes) : Mr. Brooks
- John Hawkes (VF : Laurent Morteau ; VQ : Jean-Luc Montminy) : Dave
- Ellerine Harding (VQ : Carole Chatel) : Olga
- Benjamin Brown (VF : Christophe Peyroux) : Darick le docker
- Red West : Paulsen
- Mark Boone Junior : le vendeur du magasin
- Michael P. Byrne : Thurston

Version française réalisée par C. P. Productions ; direction artistique : Marie-Christine Chevalier ; adaptation des dialogues : François Vidal et Fabrice Schuleit
Version québécoise réalisée par Covitec ; direction artistique : Huguette Gervais ; adaptation des dialogues : Huguette Gervais
 Source et légende : version québécoise (VQ) sur Doublage.qc.ca

## Production

### Genèse et développement
Cette suite est rapidement mise en chantier après le succès du premier film. Pris par d'autres projets, le scénariste du premier opus Kevin Williamson ne participe pas à l'écriture du second film. Il est remplacé par Trey Callaway. Stephen Gaghan participe également à l'écriture mais n'est pas crédité. La réalisation du film est un temps proposé à Peter Jackson.
Jennifer Esposito est choisie pour le rôle de Nancy. Hasard ou non, dans le script le personnage était décrit par la phrase « Nancy, looks just like Jennifer Esposito » (« Nancy, qui ressemble exactement à Jennifer Esposito »). L'acteur Henry Thomas, révélé par E.T., l'extra-terrestre, a auditionné pour le rôle de Will Benson.

### Tournage
Le tournage a lieu d'avril à juillet 1998. Il se déroule à Los Angeles (Downtown, université du Sud de la Californie, Exposition Park, …), aux Sony Pictures Studios de Culver City et dans l'État mexicain de Jalisco au (Costa Careyes, El Tamarindo, Gold Coast).

## Bande originale
La musique du film est composée par John Frizzell. La bande originale sort le 17 novembre 1998 aux Etats-Unis sur le label Warner Bros. Records. L'album contient davantage de chansons pop rock de divers artistes. Courant 1999, plusieurs chansons seront éditées en singles : How Do I Deal de Jennifer Love Hewitt et Try to Say Goodbye de Jory Eve. On peut par ailleurs entendre dans le film le morceau Eden' du groupe belge Hooverphonic, mais il n'apparait pas sur l'album.
Liste des titres
1. Sugar Is Sweeter (Danny Saber remix) (CJ Bolland feat. Justin Warfield) – 4:57
2. How Do I Deal (Jennifer Love Hewitt) – 3:23
3. Relax (Deetah) – 3:51
4. Hey Now Now (Swirl 360) – 4:37
5. Blue Monday (Orgy) – 4:32
6. Polite (Bijou Phillips) – 4:25
7. Try to Say Goodbye (Jory Eve) – 3:35
8. Testimony (Grant Lee Buffalo) – 3:59
9. (Do You) Wanna Ride (Reel Tight) – 3:33
10. Getting Scared (Imogen Heap) – 4:51
11. Górecki (Lamb) – 6:22
12. Julie's Theme (John Frizzell) – 2:52

## Accueil

### Critique
Le film reçoit des critiques plutôt négatives. Sur l'agrégateur américain Rotten Tomatoes, il récolte 7% d'opinions favorables pour 58 critiques et une note moyenne de 3,50⁄10 avec comme consensus « ennuyeux, prévisible et dépourvu de frissons ou de sensations fortes, le film est exactement le genre d'intrigue qui donne une mauvaise réputation aux suites de films d'horreur ». Sur Metacritic, il obtient une note moyenne de 21⁄100 pour 19 critiques.
En France, le film obtient une note moyenne de 2,6⁄5 sur le site Allociné, qui recense 11 titres de presse.

### Box-office
| Pays ou région | Box-office        | Date d'arrêt du box-office | Nombre de semaines |
| -------------- | ----------------- | -------------------------- | ------------------ |
| États-Unis     | 40 002 112 $      | 4 février 1999             | 12                 |
| France         | 1 125 696 entrées | 2 mars 1999                | 7                  |
| Total mondial  | 82 099 681 $      | -                          | -                  |

## Distinctions
Entre 1998 et 2000, Souviens-toi… l'été dernier 2 est sélectionné 12 fois dans diverses catégories et a remporté 5 récompenses.
| Année | Festivals de cinéma              | Catégorie / Récompense                                     | Nommé(es) / Lauréat(es) | Nommé(es) / Lauréat(es) |
| ----- | -------------------------------- | ---------------------------------------------------------- | ----------------------- | ----------------------- |
| 1998  | The Stinkers Bad Movie Awards    | Stinker Award de la pire suite                             | -                       | Lauréat                 |
| 1999  | ALMA Awards                      | Meilleur acteur dans un long métrage dans un rôle croisé   | Freddie Prinze Jr.      | Nomination              |
| 1999  | Blockbuster Entertainment Awards | Meilleure actrice dans un film d’horreur                   | Jennifer Love Hewitt    | Lauréat                 |
| 1999  | Blockbuster Entertainment Awards | Meilleur acteur dans un second rôle dans un film d‘horreur | Freddie Prinze Jr.      | Lauréat                 |
| 1999  | Blockbuster Entertainment Awards | Meilleure actrice dans un film d’horreur                   | Brandy Norwood          | Nomination              |
| 1999  | Fangoria Chainsaw Awards         | Chainsaw Award du pire film                                | -                       | Lauréat                 |
| 1999  | Golden Trailer Awards            | Meilleure bande-annonce d'un film d'horreur-thriller       | -                       | Nomination              |
| 1999  | MTV Movie Awards                 | Meilleure révélation féminine de l'année                   | Brandy Norwood          | Nomination              |
| 1999  | Teen Choice Awards               | Teen Choice Award de la meilleure actrice dans un film     | Jennifer Love Hewitt    | Lauréat                 |
| 1999  | Teen Choice Awards               | Scène la plus dégoûtante dans un film                      | Jennifer Love Hewitt    | Nomination              |
| 1999  | Teen Choice Awards               | Meilleur méchant                                           | Matthew Settle          | Nomination              |
| 2000  | Csapnivaló Awards                | Meilleur film d'horreur                                    | -                       | Nomination              |